# Utah Jazz 1994-1995
La stagione 1994-95 degli Utah Jazz fu la 21ª nella NBA per la franchigia.
Gli Utah Jazz arrivarono secondi nella Midwest Division della Western Conference con un record di 60-22. Nei play-off persero al primo turno con gli Houston Rockets (3-2).

## Roster
| N° | Naz.                   | Ruolo | Sportivo        | Anno | Alt. | Peso |
| -- | ---------------------- | ----- | --------------- | ---- | ---- | ---- |
| 6  | Stati Uniti (bandiera) | G     | Jay Humphries   | 1962 | 191  | 84   |
| 12 | Stati Uniti (bandiera) | G     | John Stockton   | 1962 | 185  | 77   |
| 14 | Stati Uniti (bandiera) | G     | Jeff Hornacek   | 1963 | 191  | 86   |
| 15 | Stati Uniti (bandiera) | A     | Jamie Watson    | 1972 | 201  | 86   |
| 20 | Stati Uniti (bandiera) | G     | Walter Bond     | 1969 | 196  | 91   |
| 21 | Stati Uniti (bandiera) | A     | David Benoit    | 1968 | 203  | 100  |
| 25 | Stati Uniti (bandiera) | G     | John Crotty     | 1969 | 185  | 84   |
| 30 | Stati Uniti (bandiera) | GA    | Blue Edwards    | 1965 | 193  | 91   |
| 31 | Stati Uniti (bandiera) | A     | Adam Keefe      | 1970 | 206  | 104  |
| 32 | Stati Uniti (bandiera) | A     | Karl Malone     | 1963 | 206  | 113  |
| 34 | Stati Uniti (bandiera) | A     | Bryon Russell   | 1970 | 201  | 102  |
| 42 | Stati Uniti (bandiera) | AC    | Tom Chambers    | 1959 | 208  | 100  |
| 50 | Stati Uniti (bandiera) | C     | Felton Spencer  | 1968 | 213  | 120  |
| 54 | Stati Uniti (bandiera) | C     | James Donaldson | 1957 | 218  | 125  |
| 55 | Stati Uniti (bandiera) | AC    | Antoine Carr    | 1961 | 206  | 102  |

## Staff tecnico
- Allenatore: Jerry Sloan
- Vice-allenatori: Phil Johnson, Gordon Chiesa, David Fredman